# Donald Callahan
Pour les articles homonymes, voir Callahan.
Donald Callahan est un personnage de la saga de La Tour sombre de Stephen King, ainsi que du roman Salem du même auteur.
Donald Callahan est un prêtre catholique qui, forcé de boire le sang d'un vampire du nom de Kurt Barlow et rejeté par Dieu, a dû quitter la ville de Salem's Lot pour gagner sa rédemption. Roland et son Ka-Têt le rencontrent des années plus tard, alors qu'il est devenu prêtre du village de la Calla, et qu'il réclame de l'aide pour lutter contre les Loups venus de Tonnefoudre. Callahan intègre temporairement le Ka-Têt pour retrouver Susannah et se distingue par son courage en sauvant Jake de la mort.

## Biographie fictive
Cette histoire de Callahan mêle les évènements retranscrits dans Salem et la propre version du prêtre telle que racontée dans les Loups de la Calla.
Donald Callahan apparait donc pour la première fois dans Salem. Prêtre catholique de la ville, mais notoirement alcoolique, il n'est pas vraiment ce que l'on peut appeler un homme d'église convaincu. Lorsque la petite ville s'enfonce progressivement dans la chaos, la résistance s'organise autour des héros Ben Mears et Mark Petrie. Callahan est alors tiré de sa léthargie pour apporter son aide, car son statut d'homme de Foi (et ses symboles religieux tels que la Croix et l'eau Bénite) en font un adversaire respectable contre les vampires.
Protégé par ses reliques, Callahan tient tête un moment à Barlow, le seigneur des vampires. Mais bien vite, sa foi fortement ébranlée par des années d'alcoolisme se révèle trop faible et lui-même refuse de se séparer de ses reliques. Après s'être moqué de lui, Barlow le saisit, et lui fait boire son sang contaminé le condamnant à être un paria rejeté, et par les hommes, et par les Cieux (il ne peut plus rentrer dans son église).
Désemparé, Callahan fuit alors Salem et se réfugie à New York où, l'espère-t-il, la grandeur de la ville l'engloutira. Il vit misérablement quelque temps, son alcoolisme ayant encore empiré et supportant mal la lumière du jour à cause du sang de vampire qu'il a dû avaler. Mais quelque chose change aussi dans sa perception des choses : il est non seulement capable de voir les auras des vampires et de les reconnaitre dans la foule, mais il sait aussi désormais que plusieurs mondes existent et se touchent à certains endroits de la ville.
Callahan s'investit finalement dans un foyer pour sans-abris et se lie d'amitié avec deux bénévoles dont il partage le quotidien. Bien vite pourtant, son passé le rattrape et l'un de ses camarades, Lupe Delgado, pour qui il éprouvait des sentiments, est mordu par un vampire de Type Trois (les plus faibles capables de propager des maladies sanguines). Delgado succombe rapidement du SIDA, ce qui motive Callahan à se lancer dans la chasse aux vampires. 
Il attire très vite l'attention du Roi Cramoisi et de ses sbires : vampires et tahines, qui manipulent deux brutes néo nazis, les « Frères Hitler », pour qu'ils torturent et assassinent Rowan Magruder, le gérant du foyer, ainsi que Callahan. Mais celui-ci est sauvé in extremis par l'intervention d'Aaron Deepneau et de Calvin Tower.
Peu de temps après, un nouveau piège est tendu par le tahine Richard Sayre et ses acolytes : sous prétexte de recevoir un financement pour son foyer, Callahan est convié dans un immeuble pour y recevoir de l'argent mais le piège s'étant refermé sur lui, il préfère sauter par la fenêtre pour échapper à ses assaillants.
Au lieu de mourir comme il en avait l'intention, Callahan se réveille dans un endroit situé entre plusieurs mondes. Il est accueilli par Randall Flagg qui lui remet la boule noire de l'Arc en Ciel de Merlin, sachant que Roland et son Ka-Têt en viendront à passer par là. Flagg espère que la boule provoquera leur perte, c'est pour cela qu'il conduit ensuite Callahan en surface jusqu'à Calla Bryn Sturgis où celui-ci s'établit à nouveau comme prêtre.
Cinq ans plus tard, Callahan rencontre effectivement le Ka-Têt, et obtient son aide pour lutter contre les « Loups » qui, tous les 33 ans, emportent la moitié des enfants du village pour le compte du Roi Cramoisi.
Après l'épisode des Loups de la Calla, Callahan accompagné de Jake Chambers est brutalement propulsé à New York. Grâce au pouvoir de Jake, ils sont alors capables de suivre la trace de la Susannah qui avait emmené la boule noire avec elle. Cette trace les mène tout d'abord à l'hôtel où Susannah l'a déposée (la boule tente d'ailleurs de les faire s'entretuer), puis après l'avoir hermétiquement enfermée sous le World Trade Center, ils pénètrent au Cochon du Sud, un restaurant remplit de monstres et de vampires où un furieux combat s'engage.
Avant d'être submergé par le nombre, Callahan accomplit son dernier geste de foi qu'il n'avait eu le courage de faire avec Barlow, et qui le rachète aux yeux de Dieu. Se dressant de toute sa taille avec sa seule foi comme arme (et le symbole de la tortue), il stoppe net les monstres l'assaillant, permettant à Jake de fuir, puis se suicide.